# Sipang
Sipang is een bestuurslaag in het regentschap Indragiri Hulu van de provincie Riau, Indonesië. Sipang telt 660 inwoners (volkstelling 2010).